# آلفرد هورتناگل
آلفرد هورتناگل (آلمانی: Alfred Hörtnagl؛ زادهٔ ۲۴ سپتامبر ۱۹۶۶) بازیکن فوتبال اهل اتریش بود.
از باشگاه‌هایی که در آن بازی کرده‌است می‌توان به باشگاه فوتبال کاوالا، باشگاه فوتبال اشتورم گراتس، باشگاه فوتبال راپید وین، باشگاه فوتبال آپوئل، باشگاه فوتبال آدمیرا واکر مودلینگ، و باشگاه فوتبال تیرول اینسبروک اشاره کرد.
وی همچنین در تیم ملی فوتبال اتریش بازی کرده‌است.